# Swertia bifolia
Swertia bifolia är en gentianaväxtart som beskrevs av Alexander Feodorowicz Batalin. Swertia bifolia ingår i släktet Swertia och familjen gentianaväxter. Inga underarter finns listade i Catalogue of Life.